# Tones and I
Toni Elizabeth Watson, professionellt känd som Tones and I, född i Mornington Peninsula och uppvuxen i Frankston, är en australisk sångerska och låtskrivare. Hon släppte sin debutsingel Johnny Run Away den 1 mars 2019 och den 10 maj samma år släppte hon uppföljaren Dance Monkey som har hamnat på förstaplatsen i trettio länder och behållit den placeringen i sexton veckor.
Tones and I slog i november 2019 rekordet med flest veckor på förstaplatsen på ARIA Singles Chart. Det är det största rekordet sedan listan grundades 1983.
Under 2019 förekom felaktiga uppgifter om Toni Watsons ålder, där det hävdades att hon var född 2000 snarare än 1993.